# Otuyo
Otuyo es una localidad de Bolivia perteneciente al municipio de Betanzos, ubicado en la provincia de Cornelio Saavedra, en el departamento de Potosí. Según el censo de 2012, tiene una población de 144 habitantes.
En su iglesia se encuentra la pila baptismal donde fue bautizado Cornelio Saavedra, presidente de la Primera Junta de gobierno de las Provincias Unidas del Río de la Plata.

## Evolución demográfica
En 1960 su población llegaba a unas 120 familias. En el 2000, a causa de la emigración, principalmente a Buenos Aires, había bajado a 20 familias, aunque es visitado por numerosos ex-residentes para la fiesta del Señor de Otuyo, cada 23 de noviembre, y para algunas otras festividades como carnaval o algún matrimonio en el verano.

## Transporte
Otuyo se encuentra a 80 kilómetros por carretera al este de Potosí, capital del departamento homónimo.
A pocos kilómetros al este de Otuyo conduce la carretera nacional Ruta 5. La Ruta 5 pasa por los pueblos de Aiquile, Sucre y Yotala, cruza el río Pilcomayo y luego de un total de 407 kilómetros llega al pueblo de Betanzos. Desde aquí recorre otros 491 km hasta Chile pasando por Potosí, Ticatica, Pulacayo y Uyuni.
A 44 km al este de Betanzos, un camino rural de tierra se bifurca hacia el oeste de la Ruta 5, que luego de cinco kilómetros llega al poblado de Otuyo y de allí continúa hasta Potobamba.